# ودوروپکا
ودوروپکا (به انگلیسی: Vedurupaka) یک روستا در هند است که در East Godavari district واقع شده‌است.

## خصوصیات
ودوروپکا ۶٬۰۰۰ نفر جمعیت دارد.